# Humberto dos Santos Leitão
Humberto dos Santos Leitão (* 1885; † 1974) war ein portugiesischer Offizier und Kolonialverwalter.
Leitão war seit dem 23. Juni 1919 im Marineamt in Macau tätig. Von da aus wurde er nach Portugiesisch-Timor als Sekretär der Marine geschickt, wo er am 4. April 1921 eintraf. Zwischen dem 5. April und 9. November war Leitão dort Leiter des Sekretariats und Hafenkapitän der Kolonie. In dieser Funktion war er zwischen dem 9. und 14. November 1921 amtierender Gouverneur („encarregado de governo“) Portugiesisch-Timors. Danach leitete noch bis zum 2. November 1924 weiter das Marinesekretariat weiter, unterbrochen von einer weiteren Zeit als amtsführender Gouverneur vom 27. April 1923 bis zum 16. Oktober 1924.
Ab 1969 gehörte Leitão, nun im Range eines Kapitäns zur See, zu den ersten Mitgliedern einer Studiengruppe von Historikern, die sich im Auftrag des Marineministers mit der Geschichte Osttimors beschäftigten.
Leitão wurde am 5. Oktober 1935 mit dem Ritterorden von Avis im Range eines Kommandeurs ausgezeichnet.

## Veröffentlichungen
- Os Portugueses em Solor e Timor de 1515 a 1702, Lissabon 1948.
- Vinte e oito anos de História de Timor (1698 a 1725), Agência Geral do Ultramar, Lissabon 1952.
- O régulo timorense D. Aleixo Corte-Real, Edição do Grupo de Estudos de História Marítima, Lissabon 1970.[3]